# 에레츠 이스라엘 박물관

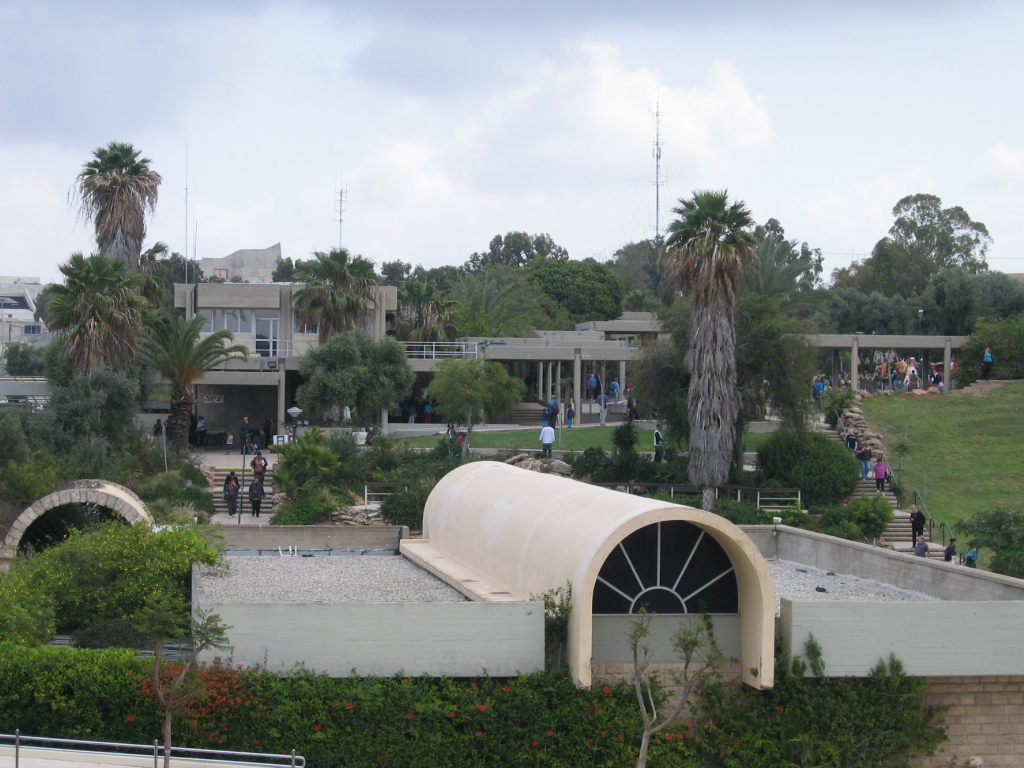
에레츠 이스라엘 박물관

에레츠 이스라엘 박물관(Eretz Israel Museum)은 이스라엘 텔아비브에 위치한 박물관이다.